# Priscilla Presley
Priscilla Presley (de soltera Wagner, anteriormente Beaulieu; Nueva York, 24 de mayo de 1945), es una actriz y empresaria estadounidense. Saltó a la fama en 1967, cuando se casó con el cantante y actor estadounidense Elvis Presley, con quien tuvo una única hija: Lisa Marie Presley. La pareja se separó en 1972 y se divorció en 1973.
Sus comienzos profesionales en la actuación se remontan a 1983, cuando hizo una aparición especial en la serie televisiva The Fall Guy. A partir de ese año, y hasta 1988, representó un papel secundario en el serial televisivo Dallas. Posteriormente debutó en cine con la cinta The Naked Gun: From the Files of Police Squad! y apareció en otras producciones como Las aventuras de Ford Fairlane y Austin Powers: Misterioso agente internacional. En los últimos años ha recibido especial atención en los medios por su participación en el programa de telerrealidad Dancing with the Stars.
En 1985, escribió y publicó junto a Sandra Harmon su biografía Elvis and Me, en donde narra cómo conoció al cantante de rock, su matrimonio y los factores y problemas que les llevó al divorcio.

## Biografía y carrera

### Primeros años
Priscilla Ann Beaulieu Wagner nació en Brooklyn, Nueva York. Su padre, James Wagner, era un piloto aéreo; falleció en un accidente de aviación cuando ella estaba atravesando la niñez. Su madre, Anna Lillian Iversen, era una estadounidense de ascendencia noruega. Los estudios realizados por varios de sus biógrafos han demostrado que sus abuelos maternos, Lorraine Davis y Albert Henry Iversen, eran europeos que llegaron a América a comienzos de los años 1900. Sus abuelos paternos, Kathryn y Harold Wagner, eran de origen británico.
Anna Lillian Iversen se casó con Paul Beaulieu, oficial de la Fuerza Aérea de los Estados Unidos, en 1949. Luego, la pareja junto a la niña vivió temporalmente en diversos estados norteamericanos, como Connecticut, Nuevo México o Maine, debido al trabajo de Beaulieu. En su autobiografía Elvis and Me, la actriz señaló: "De pequeña era muy tímida. Sumado al hecho que cada año nos trasladamos de ciudad en ciudad, me era muy difícil trabar amistades con las niñas de mi edad. Esto hizo que al crecer me costara hacer amigos."
En 1956, Beaulieu se trasladó junto a su esposa e hijastra a Alemania por motivos laborales. Fue precisamente en la ciudad alemana de Wiesbaden donde la joven, en 1959, conoció a Elvis Presley, que en aquella época era soldado del ejército estadounidense.

### Matrimonio con Elvis Presley
En septiembre de 1959, Priscilla conoció en una fiesta al músico Elvis Presley en Bad Nauheim, Alemania, y después de un tiempo comenzaron una relación amorosa, pese a la inicial oposición de los padres de ella, quien en ese entonces tenía 14 años de edad.

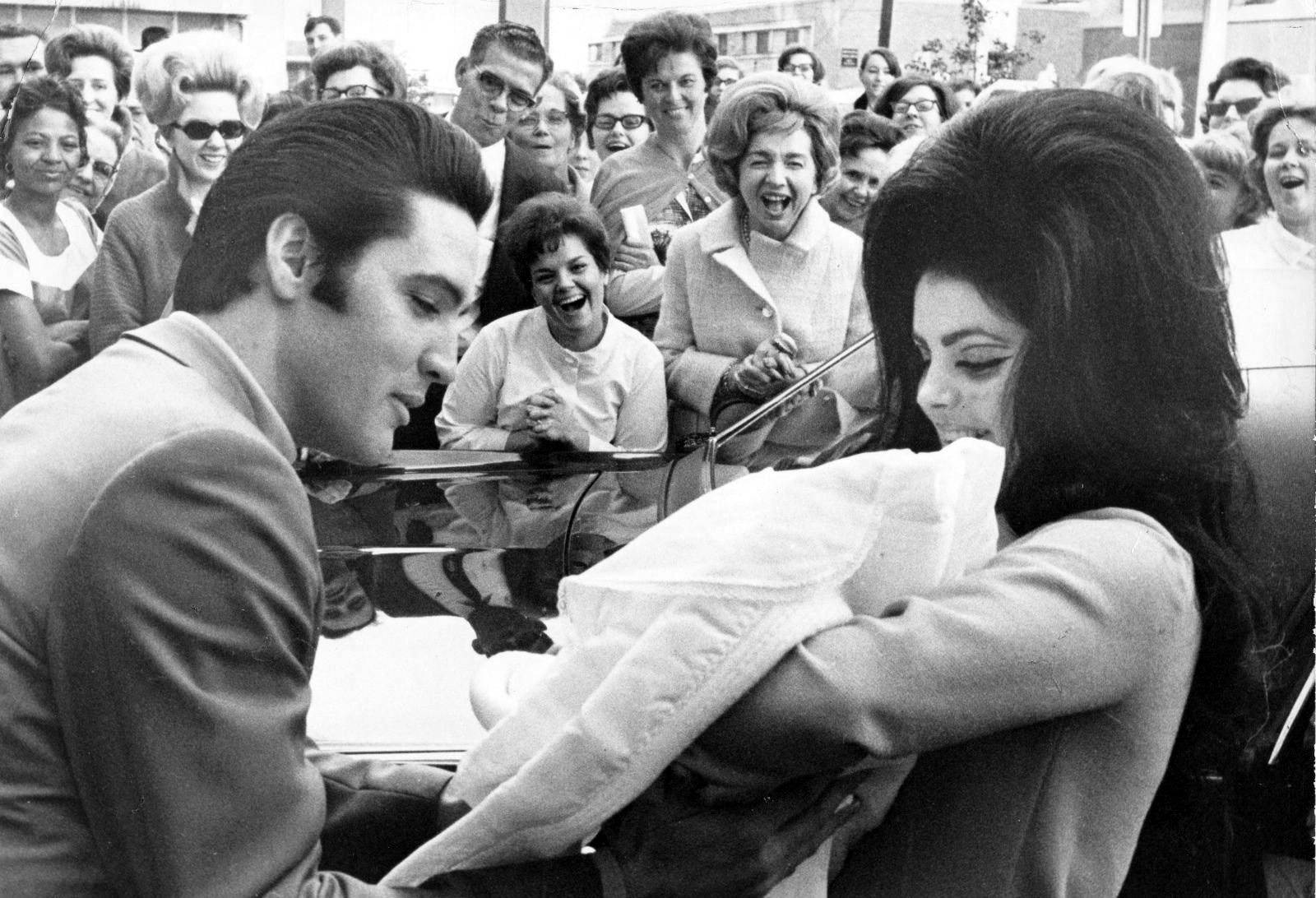
Elvis y Priscilla con su hija recién nacida Lisa Marie, en febrero de 1968.

Cuando su noviazgo se hizo público, los padres de la joven la autorizaron a vivir con Presley en Graceland solamente si él le proponía matrimonio. El 1 de mayo de 1967, contrajeron matrimonio. El 1 de febrero de 1968 nació la única hija de la pareja, Lisa Marie Presley; quien falleció el 12 de enero de 2023.
El matrimonio resultó difícil para Priscilla desde el comienzo debido a la gran fama, el círculo de amistades, el temperamento volátil, la vertiginosa carrera y las muchas infidelidades de Presley. Priscilla Presley culpó al representante de su esposo, el "coronel" Tom Parker, de manipular excesivamente la vida de su esposo en beneficio de sus propios intereses.
La pareja se divorció en octubre de 1973, después de seis años y medio de matrimonio. Acordaron entonces compartir la custodia de su hija. El cantante debió pagarle a su exesposa $725.000 dólares en efectivo, acordó darle el 5% de las ganancias que generasen sus discos, películas y productos de mercadeo y otorgarle una manutención para la hija que ambos tenían en común. Pese a su separación, continuaron siendo amigos hasta la muerte del músico. Él falleció el 16 de agosto de 1977.
Priscila Presley mantuvo una larga relación con Marco Garibaldi de 1984 hasta 2006, fruto de esta relación nació en 1987 su hijo Navarone Garibaldi.

### Como actriz
Priscilla Presley demostró interés en la actuación desde muy temprana edad, aunque se convirtió en actriz después de la muerte de su exesposo Elvis Presley. Entre los años 1980 y 1981, Presley fue la presentadora del programa de televisión Those Amazing Animals de la cadena estadounidense ABC. Su primer papel como actriz fue la interpretación del personaje de "Sabrina Coldwell" en un episodio de la serie televisiva The Fall Guy en 1983. En el mismo año, la actriz interpretó el papel de "Sandy Redford" en el telefilme Love Is Forever.
Las perspectivas de su carrera comenzaron a mejorar cuando a finales de 1983 consiguió un rol recurrente en el serial televisivo Dallas. Allí desempeñó el papel de "Jenna Wade", novia del personaje interpretado por Patrick Duffy. Presley permaneció en Dallas hasta 1988, año en el que decidió abandonar el programa debido a la disconformidad que tenía con su personaje.
En 1988, Presley protagonizó junto al cómico Leslie Nielsen la película The Naked Gun: From the Files of Police Squad!, donde interpretó el papel de "Jane Spencer". El filme tuvo un gran éxito comercial. Su siguiente película, también una comedia, fue The Adventures of Ford Fairlane de 1990. A diferencia de su anterior largometraje, The Adventures of Ford Fairlane tuvo un escaso éxito de público. En los años 1990 volvió desempeñar el papel de "Jane Spencer" en las dos siguientes secuelas de The Naked Gun: From the Files of Police Squad!, tituladas The Naked Gun 2½: The Smell of Fear y The Naked Gun 33⅓: The Final Insult de 1991 y 1994 respectivamente.

### Su paso porDancing with the Stars
En 2008, Presley retornó a la televisión participando del popular programa televisivo de la cadena ABC, Dancing with the Stars. Dicho ciclo es una versión estadounidense del formato mundial del mismo nombre, donde varias parejas formadas por un famoso y un compañero de baile profesional compiten por ganar el concurso, quedando nominados aquellos que reciben las más bajas puntuaciones del jurado. Los nominados quedan a merced del voto del público para continuar en el programa. Le tocó como compañero de baile Louis van Amstel.
En su debut, producido la noche del 18 de marzo, debió bailar foxtrot, recibiendo del jurado uno de los puntajes más altos de esa semana: 24 puntos. En la siguiente semana volvió a tener una las de los puntuaciones más altas: 21 puntos; en esa ocasión bailó por primera vez un ritmo latino, mambo. En la tercera semana bailó tango. En la cuarta semana bailó vals; su puntaje fue uno de los más bajos, por lo que debió enfrentarse en un duelo telefónico con el humorista y actor Adam Carolla y su pareja de baile, Julianne Hough. Presley finalmente recibió la mayoría de los votos telefónicos del público. En su quinta semana de competencia, la actriz bailó rumba. Su actuación recibió críticas negativas, recibió 21 puntos y fue eliminada por la votación popular.

## Filmografía
| Cine       | Cine                                           | Cine                       | Cine                                                                                                  |
| Año        | Título                                         | Papel                      | Notas                                                                                                 |
| ---------- | ---------------------------------------------- | -------------------------- | --- |
| 1988       | The Naked Gun: From the Files of Police Squad! | Jane Spencer               | Primera película                                                                                      |
| 1990       | The Adventures of Ford Fairlane                | Colleen Sutton             | |
| 1991       | The Naked Gun 2½: The Smell of Fear            | Jane Spencer               | Nominada al premio MTV como "Mejor Beso"                                                              |
| 1994       | The Naked Gun 33⅓: The Final Insult            | Jane Spencer               | |
| 1997       | Austin Powers: International Man of Mystery    | Ella misma                 | Aparición a modo de cameo                                                                             |
| 2025       | The Naked Gun                                  | Cameo (Madre de Frank Jr.) | |
| Televisión |                                                |                            | |
| Año        | Título                                         | Papel                      | Notas                                                                                                 |
| 1980-1981  | Those Amazing Animals                          | Ella misma                 | |
| 1983       | The Fall Guy                                   | Sabrina Coldwell           | Episodio: "Manhunter"                                                                                 |
| 1983-1988  | Dallas                                         | Jenna Wade                 | |
| 1993       | Tales from the Crypt                           | Gina                       | Episodio: "Oil's Well That Ends Well"                                                                 |
| 1996       | Melrose Place                                  | Enfermera Benson           | Episodio: "Peter's Excellent Adventure" Episodio: "Full Metal Betsy" Episodio: "Dead Sisters Walking" |
| 1997       | Touched by an Angel                            | Meg Saulter                | Episodio: "Labor of Love"                                                                             |
| 1999       | Spin City                                      | Marie Paterno              | Episodio: "Dick Clark's Rockin' Make-Out Party '99" Episodio: "Back to the Future IV - Judgment Day"  |
| 2008       | Dancing with the Stars                         | Ella misma                 | |
| 2019       | Boda en Graceland                              | Ella misma                 | |

## En la cultura popular
Fue interpretada por Season Hubley en la película para la televisión de 1979 Elvis, dirigida por John Carpenter, mientras que en la película para televisión Elvis and Me de 1988, dirigida por Larry Peerce, fue interpretada por Susan Walters. Priscilla Presley da voz a sí misma en la serie animada de 2023 Agent Elvis, estrenada por Netflix. 
En 2022, fue interpretada por Olivia DeJonge en la biopic Elvis, de Baz Luhrmann, y al año siguiente, en 2023, fue interpretada por Cailee Spaeny para la biopic Priscilla, dirigida por Sofia Coppola y basada en su libro Elvis and Me.